# Elizabeth Debicki
Elizabeth Debicki (* 24. srpna 1990, Paříž) je australská herečka. Svůj filmový debut zaznamenala v australské komedii Pařmeni (2011). Za roli ve filmu Baze Luhrmanna Velký Gatsby (2013) získala cenu AACTA za nejlepší herečku ve vedlejší roli. Za svůj výkon ve filmu Velký Gatsby (2013) režiséra Baze Luhrmanna získala AACTA Award za nejlepší herečku ve vedlejší roli. Ztvárnila také roli Ayeshi ve filmech Strážci Galaxie Vol. 2 (2017) a Strážci Galaxie Vol. 3 (2023). Dále účinkovala ve filmech Vdovy (2018) režiséra Steva McQueena a Tenet (2020) režiséra Christophera Nolana.
Účinkovala v australském seriálu Rake (2014), britské minisérii Noční recepční (2016), za který získala nominaci na Critics' Choice Television Award, a televizním filmu Příběh (2018). Mezi lety 2022 a 2023 ztvárnila roli princezny Diany v dramatickém seriálu Koruna, za níž získala Zlatý glóbus a cenu Emmy.

## Životopis
Narodila se v Paříži do rodiny tanečníků, její otec byl Polák a matka Australanka s irským původem. Když jí bylo pět let, tak se celá rodina přestěhovala do Melbourne, kde vyrůstala s dvěma mladšími sourozenci. V dětství se zajímala o balet, ale později se její láska k baletu změnila v lásku k divadlu. V roce 2008 maturovala na Huntingtower School v Melbournu a v roce 2010 získala titul na University of Melbourne's Victorian College of the Arts.

## Kariéra
Její filmový debut přišel ve filmu Pařmeni z roku 2011, kde se objevila v menší roli. V květnu 2011 režisér Baz Luhrmann oznámil, že Debicki byla obsazena do role Jordan Baker v jeho nadcházejícím filmu Velký Gatsby. V hlavních rolích se vedle ní objevili Leonardo DiCaprio, Carey Mulligan a Tobey Maguire. V prosinci 2012 zúčastnila focení pro časopis Vogue Australia. Velký Gatsby byl vydán v květnu 2013 a premiéru měl na filmovém festivalu v Cannes.
V červnu a červenci 2013 účinkovala v divadelní hře The Maids, po boku Cate Blanchett a Isabelle Huppert. Za tuto roli získala cenu pro nejlepšího nováčka na Sydney Theatre Awards. V roce 2014 se objevila v krátkém třinácti minutovém snímku Godel, Incomplete a také v australském seriálu Rake. Byla taktéž obsazena do vedlejší role ve filmech Macbeth a Everest. V roce 2015 účinkovala ve filmu režiséra Guye Ritchieho, Krycí jméno U.N.C.L.E. a během natáčení se naučila řídit. Ve stejném roce ztvárnila hlavní roli v minisérii Případ Kettering a roli Jed v seriálu Noční recepční. V roce 2018 si zahrála ve filmu Příběh. V roce 2022 byla uvedena pátá, závěrečná série britského televizního seriálu Koruna, kde si Debicki zahrála roli princezny Diany.

## Filmografie

### Film

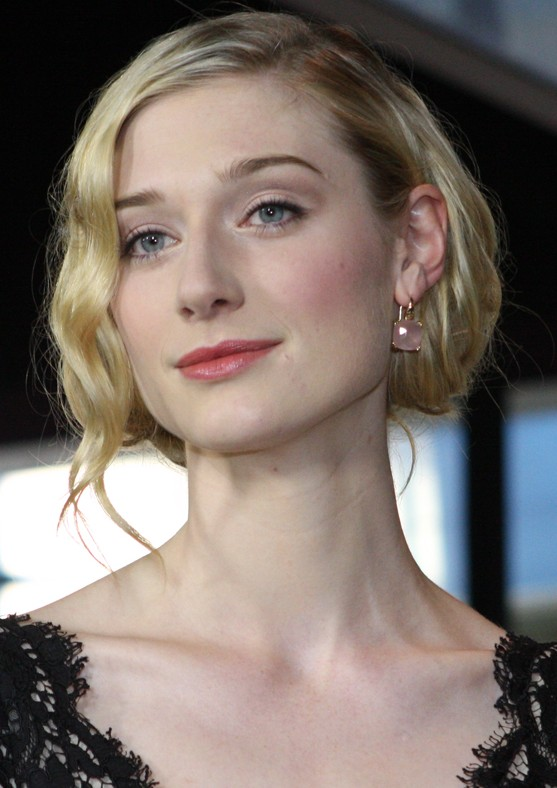
Debicki v roce 2012 na premiéře filmu Pařmeni

| Rok  | Název                          | Role                        | Poznámky      |
| ---- | ------------------------------ | --------------------------- | ------------- |
| 2011 | Pařmeni                        | Maureen                     | filmový debut |
| 2013 | Velký Gatsby                   | Jordan Baker                |               |
| 2013 | Gödel, Incomplete              | Serita                      | krátký film   |
| 2015 | Macbeth                        | Lady Macduff                |               |
| 2015 | Krycí jméno U.N.C.L.E.         | Victoria Vinciguerra        |               |
| 2015 | Everest                        | doktorka Caroline Mackenzie |               |
| 2017 | Strážci Galaxie Vol. 2         | Ayesha                      |               |
| 2017 | Breath                         | Eva                         |               |
| 2017 | Valerian a město tisíce planet | Haban Limaï (hlas)          |               |
| 2018 | Králíček Petr                  | Mopsy (hlas)                |               |
| 2018 | Příběh                         | Jane Gramercy               |               |
| 2018 | The Cloverfield Paradox        | Mina Jensen                 |               |
| 2018 | Vdovy                          | Alice                       |               |
| 2018 | Vita and Virginia              | Virginia Woolf              |               |
| 2019 | The Burnt Orange Heresy        | Berenice Hollis             |               |
| 2020 | Tenet                          | Kat Sator                   |               |
| 2021 | Králíček Petr bere do zaječích | Mopsy (hlas)                |               |
| 2023 | Strážci Galaxie: Volume 3      | Ayesha                      |               |
| 2024 | MaXXXine                       | Elizabeth Bender            |               |

### Televize
| Rok       | Název             | Role                  | Poznámky                   |
| --------- | ----------------- | --------------------- | -------------------------- |
| 2014      | Rake              | Missy                 | díl 3.3                    |
| 2015      | Případ Kettering  | doktorka Anne Macy    | 8 dílů                     |
| 2016      | Noční recepční    | Jed Marshall          | minisérie, 6 dílů          |
| 2019      | Lovecraft Country | Christina Braithwhite | nevysílaný pilotní díl     |
| 2022–2023 | Koruna            | princezna Diana       | hlavní role (5. a 6. řada) |

## Divadlo
| Rok       | Název hry    | Autor hry           | Role         | Divadlo                   | Poznámky                                                                                |
| --------- | ------------ | ------------------- | ------------ | ------------------------- | --------------------------------------------------------------------------------------- |
| 2010      | The Gift     | Joanna Murray-Smith | Chloë        | Melbourne Theatre Company | světová premiéra. Spolu s ní ve hře hrál Matthew Dyktynski a režírovala ji Maria Aitken |
| 2013–2014 | Služky       | Jean Genet          | Madame       | Sydney Theatre Company    | mimo ni se ve hře objevily Cate Blanchett jako Claire a Isabelle Hupert jako Solange    |
| 2016      | The Red Barn | David Hare          | Mona Sanders | Lyttelton Theatre         | Spolu s ní hráli Mark Strong a Hope Davis.                                              |